# Cyrtodactylus murua
Espèce
Cyrtodactylus murua est une espèce de geckos de la famille des Gekkonidae.

## Répartition
Cette espèce est endémique de Papouasie-Nouvelle-Guinée.

## Publication originale
- Kraus & Allison, 2006 : A new species of Cyrtodactylus (Lacertilia: Gekkonidae) from Papua New Guinea. Zootaxa, n. 1247, p. 59-68.